# محمد بن أحمد المرداوي
مُحَمَّدُ بْنُ أَحْمَدَ الْمَرْدَاوِيُّ الْقَاهِرِيُّ الْحَنْبَلِيُّ (غير معروف – 1026هـ) نزيل القاهرة، شيخ الحنابلة في عصره ومرجعهم، كان جبلا من جبال العلم وبحرا من بحور الإتقان، أخذ العلم عن التقي محمد الفتوحي، والشيخ عبد الله الشنشوري الفرضي، وأخذ عنه جماعة من العلماء منهم الشيخ مرعي بن يوسف الكرمي الحنبلي، ومنصور البهوتي، وعثمان الفتوحي وغيرهم. توفي بالقاهرة سنة 1026 هـ.